# Bob Jungels
Bob Jungels (ur. 22 września 1992 w Rollingen) – luksemburski kolarz szosowy.
W 2018 został wybrany męskim sportowcem roku w Luksemburgu.

## Osiągnięcia
Opracowano na podstawie:

2009
- 1. miejsce na 1. etapie 3-Etappen-Rundfahrt
- 1. miejsce na 4. etapie Tour de Lorraine
- 1. miejsce w mistrzostwach Luksemburga juniorów (jazda indywidualna na czas)
- 1. miejsce w mistrzostwach Luksemburga juniorów (start wspólny)
- 2. miejsce w Grand Prix Rüebliland

2010
- 1. miejsce w 3-Etappen-Rundfahrt
  - 1. miejsce w prologu
- 2. miejsce w Trofeo Karlsberg
- 1. miejsce w Vuelta al Besaya
  - 1. miejsce na 1. etapie
- 1. miejsce w mistrzostwach Luksemburga juniorów (jazda indywidualna na czas)
- 1. miejsce w mistrzostwach Luksemburga juniorów (start wspólny)
- 3. miejsce w Niedersachsen-Rundfahrt
- 1. miejsce w mistrzostwach świata juniorów (jazda indywidualna na czas)
- 1. miejsce w Grand Prix Rüebliland
- 1. miejsce w Keizer der Juniores
  - 1. miejsce na 1. i 2. etapie

2011
- 3. miejsce w Flèche du Sud
- 1. miejsce w mistrzostwach Luksemburga U23 (jazda indywidualna na czas)
- 1. miejsce w mistrzostwach Luksemburga U23 (jazda indywidualna na czas)
- 2. miejsce w mistrzostwach Europy U23 (jazda indywidualna na czas)

2012
- 1. miejsce w Triptyque des Monts et Châteaux
  - 1. miejsce w klasyfikacji punktowej
- 2. miejsce w La Côte Picarde
- 2. miejsce w Giro della Regione Friuli Venezia Giulia
  - 1. miejsce w klasyfikacji młodzieżowej
- 1. miejsce w Flèche du Sud
  - 1. miejsce w klasyfikacji młodzieżowej
  - 1. miejsce na 4. etapie
- 1. miejsce w Paryż-Roubaix U23
- 1. miejsce w mistrzostwach Luksemburga U23 (jazda indywidualna na czas)
- 1. miejsce w mistrzostwach Luksemburga (jazda indywidualna na czas)
- 1. miejsce na 4. etapie Giro Ciclistico della Valle d'Aosta
- 2. miejsce w mistrzostwach Europy U23 (jazda indywidualna na czas)

2013
- 1. miejsce w Gran Premio Nobili Rubinetterie
- 1. miejsce na 4. etapie Tour de Luxembourg
- 1. miejsce w mistrzostwach Luksemburga (jazda indywidualna na czas)
- 1. miejsce w mistrzostwach Luksemburga (start wspólny)

2014
- 2. miejsce w mistrzostwach Luksemburga (jazda indywidualna na czas)

2015
- 1. miejsce w Étoile de Bessèges
  - 1. miejsce na 5. etapie
- 1. miejsce w mistrzostwach Luksemburga (jazda indywidualna na czas)
- 1. miejsce w mistrzostwach Luksemburga (start wspólny)

2016
- 1. miejsce na 1. etapie Tour of Oman
- 3. miejsce w Tirreno-Adriático
  - 1. miejsce w klasyfikacji młodzieżowej
- 6. miejsce w Giro d’Italia
  - 1. miejsce w klasyfikacji młodzieżowej
- 1. miejsce w mistrzostwach Luksemburga (jazda indywidualna na czas)
- 1. miejsce w mistrzostwach Luksemburga (start wspólny)
- 1. miejsce w mistrzostwach świata (jazda drużynowa na czas)

2017
- 1. miejsce w klasyfikacji młodzieżowej Tirreno-Adriático
- 8. miejsce w Giro d’Italia
  - 1. miejsce w klasyfikacji młodzieżowej
  - 1. miejsce na 14. etapie
- 2. miejsce w mistrzostwach Luksemburga (jazda indywidualna na czas)
- 1. miejsce w mistrzostwach Luksemburga (start wspólny)

2018
- 3. miejsce w La Drôme Classic
- 1. miejsce w Liège-Bastogne-Liège
- 1. miejsce w mistrzostwach Luksemburga (jazda indywidualna na czas)
- 1. miejsce w mistrzostwach Luksemburga (start wspólny)
- 1. miejsce w prologu Okolo Slovenska
- 1. miejsce w mistrzostwach świata (jazda drużynowa na czas)

2019
- 1. miejsce na 4. etapie Tour Colombia
- 1. miejsce w Kuurne-Bruksela-Kuurne
- 3. miejsce w Dwars door Vlaanderen
- 1. miejsce w mistrzostwach Luksemburga (jazda indywidualna na czas)
- 1. miejsce w mistrzostwach Luksemburga (start wspólny)

2020
- 1. miejsce w mistrzostwach Luksemburga (jazda indywidualna na czas)
- 2. miejsce w mistrzostwach Luksemburga (start wspólny)

2022
- 1. miejsce w mistrzostwach Luksemburga (jazda indywidualna na czas)
- 1. miejsce na 9. etapie Tour de France

## Rankingi
| Rok             | 2011 | 2012 | 2013 | 2014 | 2015 | 2016 | 2017 | 2018 | 2019 | 2020 | 2021 | 2022 | 2023 | 2024 |
| --------------- | ---- | ---- | ---- | ---- | ---- | ---- | ---- | ---- | ---- | ---- | ---- | ---- | ---- | ---- |
| UCI World Tour  |      |      | -    | 159. | 83.  | 26.  | 57.  | 56.  |      |      |      |      |      |      |
| World Ranking   |      |      |      |      |      | 50.  | 70.  | 42.  | 68.  | 196. | 813. | 131. | 581. | 605. |
| UCI Europe Tour | 463. | 23.  |      |      |      | 350. | 457. | 50.  | 56.  | 162. | 627. | 108. | -    | -    |
| UCI Asia Tour   | -    | -    |      |      |      | 106. | -    | -    |      |      |      |      |      |      |
|                 |      |      |      |      |      |      |      |      |      |      |      |      |      |      |
| Źródło: UCI     |      |      |      |      |      |      |      |      |      |      |      |      |      |      |